# ReadyBoost
ReadyBoost is een techniek van de besturingssystemen Windows Vista, Windows 7, Windows 8 en Windows 10 om de prestaties van het systeem te verbeteren. Hierbij maakt het gebruik van het flashgeheugen van bijvoorbeeld een USB-stick of een geheugenkaart van een digitale camera. Deze vormen van geheugen zijn sneller toegankelijk dan een harde schijf. Flashgeheugen heeft echter wel de volgende beperking in vergelijking met de harde schijf of normaal intern geheugen van een computer.

## ReadyBoost en de beperking van flashgeheugen
Wanneer een computer gegevens van een harde schijf leest moet eerst de lees-/schrijfkop van de harde schijf zich naar het gebied verplaatsen waarop de data staan. Dit zorgt ervoor dat een harde schijf een langere toegangstijd heeft dan een flashgeheugen waarin geen lees-/schrijfkop zit. Er zit echter een addertje onder het gras. Een gemiddelde harde schijf van tegenwoordig heeft een doorvoersnelheid (bandbreedte) van circa 60 megabyte per seconde. Bij een flashgeheugen is dit veel minder, denk aan 3 tot 8 megabyte per seconde. De doorvoersnelheid per MB van een harde schijf is dus vele malen hoger. Het flashgeheugen is dus alleen sneller wanneer het om kleine bestanden gaat.
Het normale interne geheugen heeft ook een hoge doorvoersnelheid en net als flashgeheugen een lage toegangstijd. De meeste prestatiewinst wordt dus geboekt door meer intern geheugen toe te voegen aan het systeem. Maar zeker bij systemen met weinig intern geheugen loont het de moeite om zonder de computer open te hoeven schroeven het goedkope flashgeheugen te gebruiken voor ReadyBoost.

## Voorwaarden
Er is een aantal voorwaarden waaraan het geheugen dat voor ReadyBoost gebruikt kan worden aan moet voldoen. Indien er sprake is van een USB-stick moet deze minimaal USB 2.0 zijn. Verder moet het flashgeheugen minimaal 256 megabyte groot zijn en een minimale doorvoersnelheid bij lezen van 2,5 megabyte per seconde en bij schrijven 1,75 megabyte per seconde hebben. Het flashgeheugen moet als FAT32 of als NTFS zijn geformatteerd. De maximale grootte die ReadyBoost kan gebruiken is 256 gigabyte (ongecomprimeerd) en er mogen acht flashgeheugenkaarten gebruikt worden. De USB-sticks die voor ReadyBoost gebruikt worden kunnen nog steeds bestanden bevatten: schrijven en lezen kan nog steeds. Hierbij moet u aangeven hoeveel ruimte (meestal in gigabyte) u wenst te gebruiken voor ReadyBoost. 
De data die op het flashgeheugen wordt geschreven worden door het besturingssysteem automatisch versleuteld zodat anderen geen vertrouwelijke gegevens kunnen zien die eventueel op het flashgeheugen staan. Indien u tijdens het draaien de USB-stick of geheugenkaart uit uw computer haalt werkt deze gewoon door, echter zonder de prestatiewinst van ReadyBoost.
Bij systemen met voldoende intern geheugen en een flashgeheugen dat maar net aan de snelheidvereisten voldoet van ReadyBoost, kan ReadyBoost het systeem langzamer maken. Het gebruik van snel flashgeheugen is dus aan te raden. Er zijn ook flashgeheugens met een logo om aan te geven dat het geschikt is voor ReadyBoost. Hierdoor zijn USB 3.0-sticks meestal geschikter voor ReadyBoost.

## Techniek
Readyboost maakt gebruik van AES 128-bits encryptie en het gebruikt compressie (volgens Microsoft een 2:1-ratio). Ook werkt het samen met de optimalisatie-service SuperFetch.
De caching werkt niet alleen op de pagefile maar op al het I/O-verkeer via de harde schijf en dus ook met .DLL's en dergelijke. De data wordt met behulp van een speciaal algoritme op het flashgeheugen weggeschreven. Hierdoor wordt optimaal van het hele bereik van het flashgeheugen gebruikgemaakt zodat dit een langere levensduur heeft. Het flashgeheugen moet een toegangstijd hebben van 1 ms of minder. De aanbevolen grootte van de ReadyBoost cache is 1 tot 3 maal die van het intern geheugen.